# Flying Dragons
De Flying Dragons (Mandarijn: 飛龍幫) is een beruchte straatbende in New York's Chinatown. Daarnaast zijn ze ook te vinden in Hongkong, Canada en Australië. De bende is groot geworden doordat ze heroïne gingen smokkelen nadat de Italiaans-Amerikaanse maffia deze handel verloor door de 'Pizza Connection' rechtszaken. De laatst bekende leider van de bende, Johnny 'Onionhead' Eng, werd in 1993 veroordeeld tot 24 jaar cel.

## Achtergrond
De Flying Dragons werd opgericht rond 1890. Net als de Triades uit China en de Yakuza uit Japan opereren de Flying Dragons enkel met mensen van hun eigen etniciteit. Anders dan Westerse criminele organisaties blijven ze zeer anoniem en uit het zicht van de politie. Uit het strafdossier van de leider, Johnny Eng, blijkt dat ze zeer gewelddadig zijn en betrokken bij meerdere moorden en drugssmokkel. Bij een strafzaak waarbij Eng een grote kans had op levenslange opsluiting daagde hij de rechtbank uit door enkel te grijnzen en te lachen.

## Connecties
De Flying Dragons hebben connecties met de Hip Sing Tong die, na de Lung Kong Tin Yee Association en de On Leong Chinese Merchants Association, de machtigste Aziatische criminele organisatie in de Verenigde Staten zijn. De bende Born To Kill, dat opgericht is door een Vietnamese vluchteling, komt voort uit de Flying Dragons.